# City (manga)
City – manga autorstwa Keiichiego Arawiego, publikowana na łamach magazynu „Shūkan Morning” wydawnictwa Kōdansha od września 2016. Na jej podstawie studio Kyoto Animation wyprodukowało serial anime, którego premiera odbyła się w lipcu 2025.

## Fabuła
Historia opowiada o Trio Mont Blanc, składającym się ze studentek drugiego roku Midori Nagumo i Wako Izumi oraz studentki pierwszego roku Ayumu Niikury, które próbują odnaleźć się w życiu pośród mieszkańców miasta zwanego CITY.

## Bohaterowie

### Trio Mont Blanc
- Midori Nagumo (jap. 南雲 美鳥 Nagumo Midori)

Seiyū: Mikako Komatsu 
- Ayumu Niikura (jap. 新倉 (にーくら) Niikura)

Seiyū: Aki Toyosaki 
- Wako Izumi (jap. 泉 わこ Izumi Wako)

Seiyū: Yui Ishikawa 

### Rodzina Makabe
- Tsurubishi Makabe (jap. 真壁 鶴菱 Makabe Tsurubishi)

Seiyū: Yoshihisa Kawahara 
- Tatewaku Makabe (jap. 真壁 立涌 Makabe Tatewaku)

Seiyū: Miyu Irino 
- Matsuri Makabe (jap. 真壁 まつり Makabe Matsuri)

Seiyū: Ayaka Nanase 
- Obaba (jap. 御婆 Obaba)

### Rodzina Adatara
- Dr Adatara (jap. 安達太良博士 Adatara-hakase)

Seiyū: Takehito Koyasu 
- Pan Adatara (jap. 安達太良父 Adatara-chichi)

Seiyū: Takehito Koyasu 
- Pani Adatara (jap. 安達太良母 Adatara-haha)

Seiyū: Mayumi Asano 
- Tatsuta Adatara (jap. 安達太良 達太 Adatara Tatsuta)

Seiyū: Kenn 
- Kamome Adatara (jap. 安達太良 かもめ Adatara Kamome)

Seiyū: Coco Hayashi 
- Ryōta Adatara (jap. 安達太良 良太 Adatara Ryōta)

Seiyū: Satoshi Inomata 
- Umi Adatara (jap. 安達太良 うみ Adatara Umi)

Seiyū: Haruna Fukushima 
- Sora Adatara (jap. 安達太良 そら Adatara Sora)

Seiyū: Yūki Temma 

### Inni
- Riko Izumi (jap. 泉 りこ Izumi Riko)

Seiyū: Yū Wakui 
- Eri Amakazari (jap. 雨飾 えり Amakazari Eri)

Seiyū: Azusa Tadokoro 

## Manga
Pierwszy rozdział mangi ukazał się 29 września 2016 w magazynie „Shūkan Morning”. 28 stycznia 2021 redakcja czasopisma poinformowała, że seria zakończy się wraz z kolejnym numerem, wydanym 4 lutego. Wydawnictwo Kōdansha zebrało rozdziały mangi w 13 tankōbonach, wydawanych od 23 marca 2017 do 23 kwietnia 2021. Po trzech latach od zakończenia serii, 12 grudnia 2024 wznowiono jej publikację na łamach tego samego magazynu.
| Nr | Data wydania (język japoński) | ISBN (język japoński)  |
| -- | ----------------------------- | ---------------------- |
| 1  | 23 marca 2017                 | ISBN 978-4-06-388708-2 |
| 2  | 21 kwietnia 2017              | ISBN 978-4-06-388719-8 |
| 3  | 22 września 2017              | ISBN 978-4-06-510229-9 |
| 4  | 23 marca 2018                 | ISBN 978-4-06-511157-4 |
| 5  | 23 lipca 2018                 | ISBN 978-4-06-512026-2 |
| 6  | 22 listopada 2018             | ISBN 978-4-06-513610-2 |
| 7  | 22 marca 2019                 | ISBN 978-4-06-514954-6 |
| 8  | 23 lipca 2019                 | ISBN 978-4-06-516295-8 |
| 9  | 21 listopada 2019             | ISBN 978-4-06-517782-2 |
| 10 | 23 marca 2020                 | ISBN 978-4-06-518933-7 |
| 11 | 20 sierpnia 2020              | ISBN 978-4-06-520306-4 |
| 12 | 20 listopada 2020             | ISBN 978-4-06-520307-1 |
| 13 | 23 kwietnia 2021              | ISBN 978-4-06-522116-7 |

## Anime
Telewizyjny serial anime na bazie mangi, zatytułowany City the Animation, został zapowiedziany 21 września 2024. Za produkcję odpowiada studio Kyoto Animation, dla którego jest to pierwsze anime niebędące kontynuacją od sześciu lat. Reżyserem serii został Taichi Ishidate, za projekty postaci i reżyserię animacji odpowiada Tamami Tokuyama, projekty kolorów wykonała Kana Miyata, kierownictwem artystycznym zajęła się Shiori Yamazaki, reżyserią 3D – Tatsunori Kase, reżyserią dźwięku – Yōta Tsuruoka, a muzykę skomponowała grupa Piranhans. Premiera serii odbyła się 7 lipca 2025 w Tokyo MX i innych stacjach. Motywem otwierającym jest „Hello” w wykonaniu Furui Riho, natomiast końcowym „Lucky” autorstwa TOMOO. Prawa do streamingu serii nabył Amazon Prime Video.